# Nicholas Soames

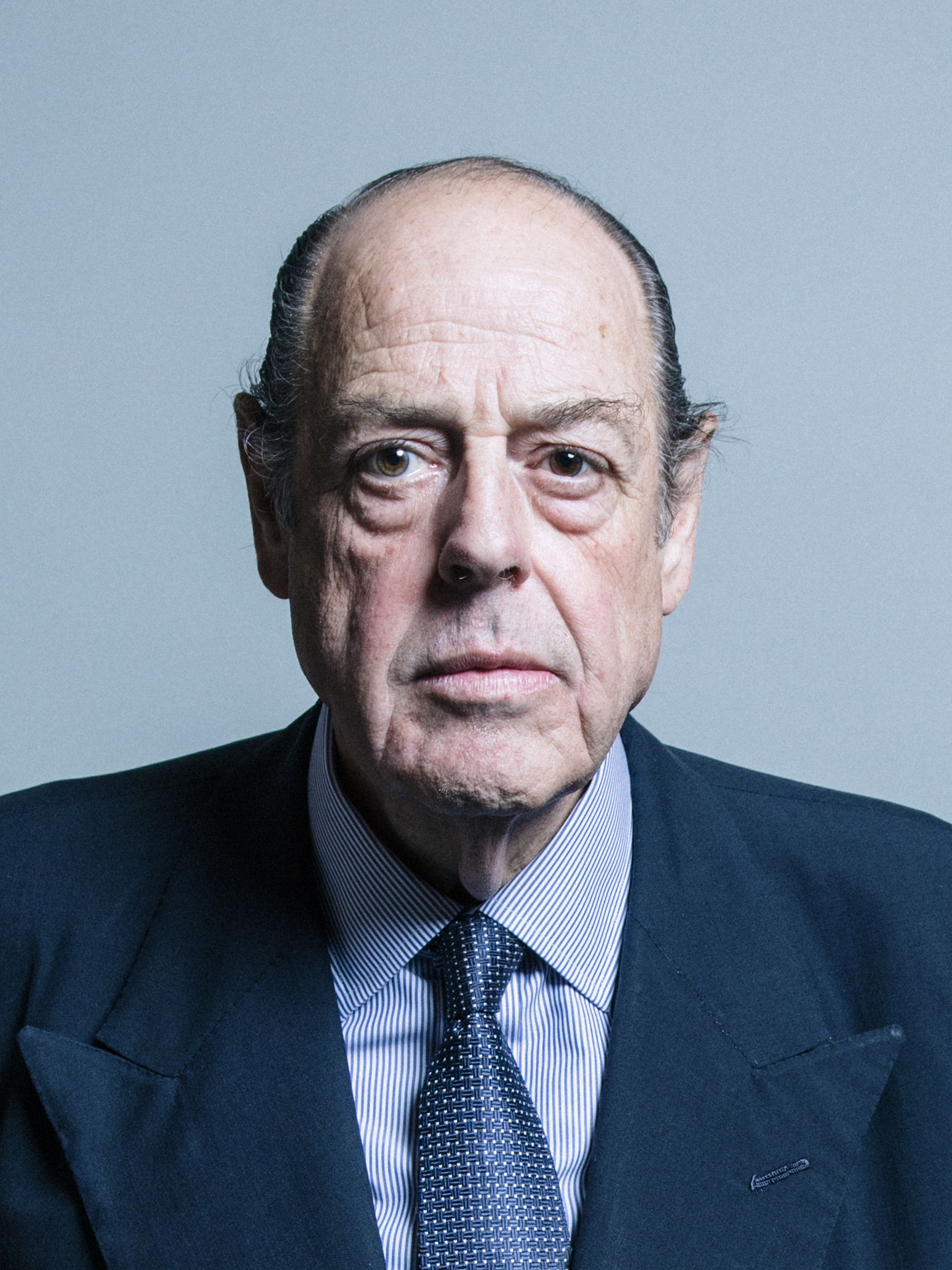
Nicholas Soames

Sir Arthur Nicholas Winston Soames (Croydon, 12 februari 1948) ook bekend als Nick Soames, is een Britse politicus. Hij was van 1983 tot 2019 lid van het Lagerhuis namens de Conservatieve Partij. Van 3 september tot 29 oktober 2019 had hij zitting als onafhankelijke afgevaardigde.

## Politieke loopbaan
Soames is sinds 1997 lid van het Lagerhuis van het Verenigd Koninkrijk voor de kieskring Mid-Sussex en had zitting voor de Conservatieve Partij. In 1983 werd hij gekozen voor de kieskring Crawley.
Hij was van 1994 tot 1997 minister voor de Strijdkrachten in het kabinet van John Major. Zijn voornaamste aandachtsgebieden als Lagerhuislid zijn defensie, internationale betrekkingen, milieu en industrie.
Soames maakt sinds 3 september 2019 geen deel meer uit van de Conservatieve fractie in het Lagerhuis. Hij werd uit de fractie gezet, omdat hij met de oppositie in het Lagerhuis voor een wetsvoorstel had gestemd dat de weg vrijmaakt voor verder uitstel van de brexit, als het kabinet van Boris Johnson voor 31 oktober geen deal sluit met de Europese Unie over de voorwaarden voor uittreding. Op 29 oktober werd hij weer tot de fractie toegelaten. Soames heeft aangegeven niet herkiesbaar te zijn bij de eerstvolgende algemene verkiezingen.

## Familie
Soames is de zoon van Christopher Soames en Mary Churchill, een dochter van Winston Churchill.